# Đấu vật kiểu Mỹ Latinh

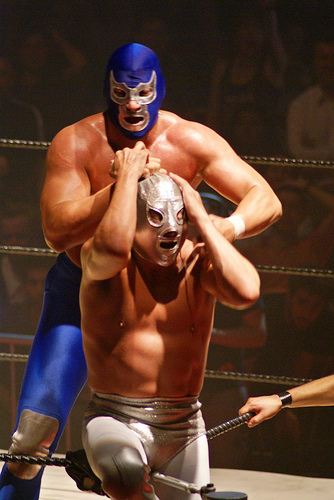
Blue Demon Jr. và El Hijo Del Santo.

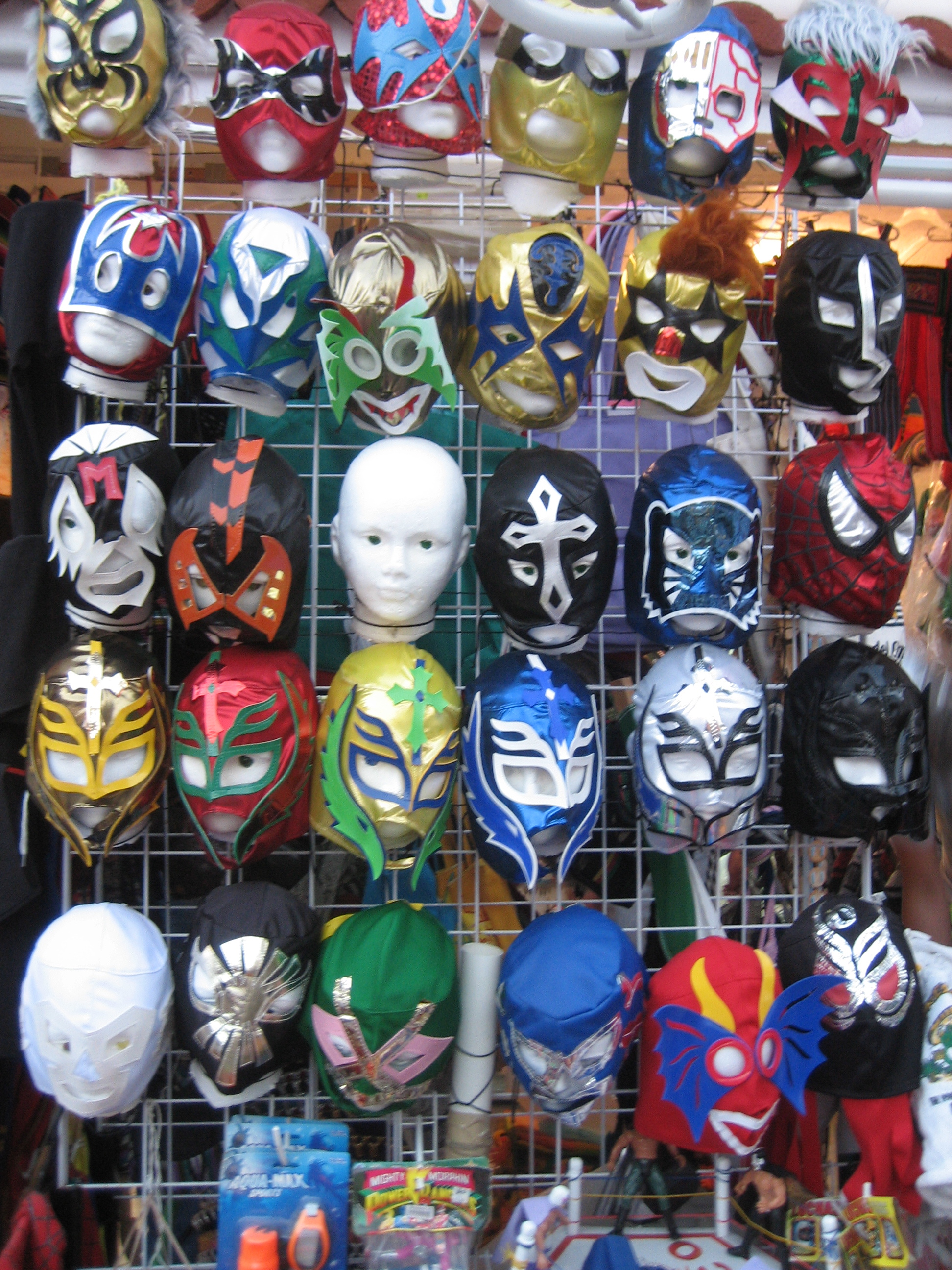
Những chiếc mặt nạ đấu vật

Đấu vật kiểu Mỹ Latinh hay lucha libre (phát âm tiếng Tây Ban Nha: [ˈlut͡ʃa ˈliβɾe], nghĩa đen: "đấu vật tự do") là thuật ngữ của khu vực Mỹ Latinh cho môn đấu vật chuyên nghiệp. Sau khi du nhập vào México đầu thế kỷ 20, môn thể thao này bắt đầu phát triển và có những nét riêng, đặc biệt là sự xuất hiện của những chiếc mặt nạ khi thi đấu.